# Cynanchum repandum
Cynanchum repandum är en oleanderväxtart som först beskrevs av Joseph Decaisne, och fick sitt nu gällande namn av Karl Moritz Schumann. Cynanchum repandum ingår i släktet Cynanchum och familjen oleanderväxter. Inga underarter finns listade i Catalogue of Life.